# Stade Maurice Trélut
Stade Maurice Trélut – stadion znajdujący się w Tarbes służący do rozgrywania meczów rugby union.
Mieszczący piętnaście tysięcy widzów stadion jest domowym obiektem klubu rugby Tarbes Pyrénées rugby. Został nazwany na cześć Maurice'a Trélut, byłego gracza klubu, mera miasta, bojownika ruchu oporu, który zginął w Buchenwaldzie.
Jego inauguracja nastąpiła 5 stycznia 1969 roku. Odbywały się na nim spotkania seniorskich reprezentacji rugby, a także mecze juniorów – w ramach Pucharu Sześciu Narodów U-20 2014 czy ME U-18 2011.
Boisko okala ośmiotorowa bieżnia. W kompleksie znajdują się również siłownia i trzy inne boiska, w tym jedno ze sztuczną nawierzchnią, które są współużytkowane przez występujący w Championnat de France amateur piłkarski zespół Tarbes Pyrénées Football.